# Stará Klausová synagoga
Stará Klausová synagoga byla založená roku 1564 tehdejším starostou pražského židovského ghetta Mordechajem Maiselem stávala na místě dnešní Klausové synagogy u Starého židovského hřbitova. Byla založena spolu s dalšími dvěma budovami, kde se nacházela židovská rituální lázeň a škola Talmudu rabi Loewa. Byla vystavěna v renesančním slohu a sloužila svému účelu až do roku 1689, kdy byla zničena velkým požárem pravého břehu Vltavy. Její tehdejší představený Šalamoun Chališ Kohen, pak inicioval vznik nové synagogy, tzv. „Klausové“, nazvané podle 3 malých „clauster“, které byly zničeny požárem.